# Brachiopsilus dianthus
Brachiopsilus dianthus är en fiskart som beskrevs av Last och Gledhill 2009. Brachiopsilus dianthus ingår i släktet Brachiopsilus och familjen Brachionichthyidae. Inga underarter finns listade.